# كورت
كورت قرية في ناحية كنسبا التابعة لمنطقة الحفّة في محافظة اللاذقية. بلغ عدد سكانها 581 نسمة حسب تعداد عام 2004.